# Torrejón de Ardoz (stacja kolejowa)
Torrejón de Ardoz (hiszp: Estación de Torrejón de Ardoz) – stacja kolejowa w Torrejón de Ardoz, we wspólnocie autonomicznej Madryt, w Hiszpanii. Jest obsługiwana przez pociągi linii C-2 i C-7 Cercanías Madrid. Stacja powstała w XIX w na linii Madryt-Saragossa. Należy do strefy B2 Consorcio Regional de Transportes.